# Derrick Brown (fútbol americano)
Derrick Brown (Sugar Hill, Georgia, 15 de abril de 1998) es un jugador profesional estadounidense de fútbol americano que se desempeña en la posición de defensive tackle en Carolina Panthers, equipo de la National Football League (NFL).

## Carrera
Fue seleccionado en la primera ronda en la Reunión Anual de Selección de Jugadores de la NFL de 2020. Hizo su debut profesional con el equipo Carolina Panthers, donde lleva jugando cuatro temporadas.